# Альфред Редль
Альфред Редль (нім. Alfred Redl) (*14 березня 1864, Лемберг — †25 травня 1913) — офіцер австрійської контррозвідки, полковник. Відзначився використанням передових технологій для виявлення агентів іноземних розвідок, був одним з найкращих спеціалістів свого часу. Перед початком Першої світової війни під погрозою викриття його гомосексуальних з'вязків погодився співпрацювати з російською розвідкою і предав їй значні розвідувальні дані, що певною мірою дозволило Росії добитися успіхів на австрійському фронті на початку війни. У червні 1913 р. був викритий австрійською розвідкою і покінчив життя самогубством.
В номінованому на «Оскар» фільмі Іштвана Сабо «Полковник Редль» головний герой був зображений як русин.

## Біографія

### Ранні роки життя
Альфред Редль народився 14 березня 1864 р. м. Львів (Лемберг) в родині Франца та Матільди Редль. Його батько був офіцером Австро-Угорської армії, але згодом мусив залишити військо з фінансових причин і влаштуватися на роботу до залізничної компанії. Працюючи в залізничній компанії Франц Редль переїхав до Львова з молодою дружиною, де й народилися більшість з його семи дітей. У Львові Франц як німецькомовний керівник швидко піднімався службовими щаблями і згодом став головним інспектором залізниці. Франц Редль подбав про всіх своїх дітей: двоє його дочок стали вчителями, один син архітектором, інший юристом, один також працівником залізниці, а двоє інших синів, серед них і Альфред, офіцерами. В багатонаціональному оточенні Львова Альфред не тільки добре володів рідною німецькою мовою, але навчився й польської та української.
У віці 15 років, після закінчення реальної школи молодий Альфред поступив на навчання до військового училища в м. Брно. Військове училище він закінчив у 1883 році в званні офіцера, де його здібності відзначали як кращі від більшості інших курсантів. Після розподілення до Львова вже через чотири роки Альфред став лейтенантом 9-го піхотного полку, розквартированого у Львові. Разом з іншими претендентами Редль узяв участь у конкурсі на місце в військовій академії і завдяки гарним рекомендаціям його начальників продовжив там своє військове навчання. В академії Альфред теж відзначився неабиякими здібностями і у 1894 р. закінчив академію з найкращими показниками і рекомендаціями.

### Військова служба
По закінченні навчання у 1895 р. Редль отримав посаду на залізниці, очолив військовий відділ, який займався плануванням пересування військ і організацією роботи залізниці під час військових дій. На цій посаді він також піклувався про знешкодження потенційних саботажників та шкідників на залізниці в разі початку військових дій. Редль також почав цікавитися планами залізниць Росії, які були в той час засекречені і вимагали певних розвідувальних дій для одержання інформації про них. Таким чином почалася перша розвідувальна робота Редля.
Дуже скоро Альфред Редль був відряджений до інших підрозділів Генерального штабу, спочатку в Будапешті, а потім — вже як капітан — у його рідному місті Львові. В 1899 році він за дорученням начальника Генерального штабу Фрідріха фон Бек-Рзиковського відбув у відрядження до Казані (Росія), щоб вдосконалити своє знання російської мови. Це відрядження стало першим кроком на шляху Редля до кар'єри в розвідці. У 1900 році його було призначено у відділ збору інформації про Росію у Відні, який крім іншого займався контррозвідувальними операціями. До відділу, в якому працював Редль, надходила інформація з різних джерел, повідомлення про військові відносини та інші документи, які Редль та 20 інших працівників відділу перекладали та аналізували, зокрема також і для імператора Франца-Йосипа.
На цій посаді Редль швидко просувався по службовій драбині і вже через декілька місяців перейшов у підрозділ розвідки, який наглядав за діяльністю агентів австрійської розвідки у багатьох іноземних державах. У 1905 році Редль став майором, а в 1907 р. — головою підрозділу агентури. Уже за декілька місяців після цього призначення він став заступником голови управління збору інформації і таким чином був одним з довірених осіб начальника Генерального штабу Австро-Угорщини. Після підвищення до звання полковника у травні 1912 р. Редля було призначено начальником штабу 8-го армійського корпусу у Празі, де він і продовжив службу.

### Шпигунство на користь Росії
На рубежі 20-го століття військова розвідка Росії перебувала у віданні Державного охоронного відділення («охранки»). Одним з її найбільших розвідувальних центрів було варшавське бюро охранки, що наглядало за австро-угорським напрямком розвідки. В 1901 році це бюро очолював талановитий розвідник Микола Степанович Батюшин, який мав у своєму штаті балтійських німців, котрі вільно розмовляли німецькою мовою, і направляв їх на пошуки контактів у Відні та інших містах Австро-Угорщини. Одним з найпоширеніших засобів рекрутування потенційних шпигунів був шантаж — використання інформації про приватне життя військових та державних працівників задля тиску на них. Гомосексуальні зв'язки Альфреда Редля були відомі російським агентам і у 1903 році один з агентів Батюшина почав шантажувати полковника з метою примусити його співпрацювати з російською розвідкою.

## У кіно
- 1925: «Полковник Редль», режисер Ганс Отто Левенштейн, в ролях: Роберт Валберг
- 1931: «Випадок Генерального штабу — полковник Редль» (Чехословаччина) — Режисер Антон Карел, в ролях: Теодор Лоос, Ліль Даговер, Отто Хартманн.
- 1955: «Шпигунство», режисер Франц Антел, в ролях: Евальд Балсер, Рудольф Форстер, Герхард Ріедманн, Оскар Вернер.
- 1974: «Un bon patriote», французький ТВ-фільм з П'єром Ванецк в ролі Альфреда Редля, заснований на п'єсі Джона Осборна.
- 1985: «Полковник Редль» — Режисер Іштван Сабо, в ролях: Редль — Клаус Марія Брандауер, Армін Мюллер-Шталь, Гудрун Ландгребе